# Aeroportul Zhob
Aeroportul Zhob (IATA: PZH, ICAO: OPZB) este un aeroport din Pakistan ce deservește zona Zhob Valley Railway⁠(d).
Situat la o altitudine de 1.441 m, aeroportul dispune de o singură pistă. Este operat de Pakistan Civil Aviation Authority⁠(d).